# جوليان هوارد
جوليان هوارد (بالألمانية: Julian Howard)‏ هو منافس ألعاب قوى ألماني، ولد في 3 أبريل 1989 في مانهايم في ألمانيا.

## وصلات خارجية
- جوليان هوارد على موقع الاتحاد الدولي لألعاب القوى (الإنجليزية)
- جوليان هوارد على موقع الاتحاد الألماني لألعاب القوى (الألمانية)